# Berenguer de Cardona
Berenguer de Cardona   (Principat de Catalunya) fou el penúltim Mestre del Temple de la Corona d'Aragó (1291-1307).
Secundà les revoltes nobiliàries comanades pel vescomte Ramon Folc V de Cardona, el seu cosí, en negar-se a participar en la guerra per ajudar a Castella contra Granada i fou desposseït dels seus feus pel rei Jaume I l'any 1274. Aquest mateix any signà els pactes d'Ager contra l'autoritat reial. També fou un dels ostatges que garantí l'entrevista entre Alfons el Cast i Carles II d'Anjou el 1290. El 1293 medià entre el rei Jaume II el Just i el noble Artal IV d'Alagón. El 1294 fou nomenat alcaid dels cristians de Tunísia i renuncià, en nom del Temple, als drets sobre Tortosa i Fraga a canvi de Peníscola, Ares del Maestrat, Les Coves de Vinromà i altres terres. Se sap que almenys viatjà dues vegades a Xipre, des d'on l'orde templer pretenia reprendre Jerusalem i fou allí on el sorprengué la mort el 1307.